# Jules Prevet
Pour les articles homonymes, voir Prevet.
Jules Prevet est un homme politique français né le 6 septembre 1854 à Paris et décédé le 10 avril 1940 à Paris.

## Biographie
Frère de Charles Prévet, il est négociant et industriel. C'est lui notamment qui importe pour la première fois de l'huile essentielle de Niaouli (sous le nom de Goménol) depuis la Nouvelle-Calédonie. Il est président de la chambre de commerce de Meaux-Coulommiers.
Il est député de Seine-et-Marne de 1919 à 1928, siégeant au groupe de l'Entente républicaine démocratique.